# Disporella porosa
Disporella porosa är en mossdjursart som först beskrevs av William Aitcheson Haswell 1880.  Disporella porosa ingår i släktet Disporella och familjen Lichenoporidae. Inga underarter finns listade i Catalogue of Life.